# Lijst van doommetalbands
Dit is een overzicht van doommetalbands met een artikel op Wikipedia.

## 0-9
- The 3rd and the Mortal (vroege periode)

## A
- Abstrakt Algebra
- Acid Bath
- Agalloch
- Amenra
- Amorphis (vroege periode)
- Anathema (vroege periode)
- Ashes You Leave

## B
- Black Sabbath (vroege periode)

## C
- Candlemass
- Celestial Season
- Creepmime

## D
- Draconian

## F
- Faetooth

## G
- The Gathering (vroege periode)
- Goat Horn
- Ghost

## H
- High on Fire

## K
- Katatonia

## L
- Lacrimas Profundere (vroege periode)

## M
- Morphia
- My Dying Bride (doom/death)

## N
- Novembre
- Novembers Doom

## P
- Paradise Lost (vroege periode)

## S
- Saint Vitus
- Solitude Aeturnus
- Skepticism
- Sunn O)))
- Swallow the Sun

## T
- Thergothon